# María Rafaela Quiroga
María Rafaela Quiroga o Sor Patrocinio (Venta del Pinar, San Clemente, Conca, 27 d'abril de 1811 - Guadalajara, 27 de gener de 1891) va ser una monja concepcionista. Va ser consellera espiritual de la reina Isabel II d'Espanya, per la qual cosa va ser manipulada pels partits polítics i acusada d'influir en les decisions dels governants. Va ser coneguda com la monja de las llagas.

## Biografia
María Josefa de los Dolores Anastasia Quiroga y Capodardo va néixer a Venta del Pinar; era filla de Diego Quiroga y Valcárcel, gallec, i Dolores Capodardo del Castillo, de Conca, de família mitjana. Va ser educada durant dos anys, el 1826, al convent de les Comanadores de Sant Jaume de Madrid, però va ingressar a l'Orde de la Immaculada Concepció, llavors vinculada a la família franciscana, el 19 de gener de 1829, al convent del Caballero de Gracia, a Madrid. Va prendre el nom de Sor María Rafaela de los Dolores y Patrocinio i va ésser coneguda com a Sor Patrocinio. Un any més tard, fa els vots solemnes.
Quan va tornar a Madrid  1844, va passar al de la Latina i el 1845, al de Jesús Nazareno, on va ser mestra de novícies, i abadessa des del 7 de febrer de 1849. El 1856 comença a Torrelaguna la tasca de reforma i fundació de nous convents: en morir, havia reformat o fundat dinou convents de l'orde, restaurant-hi l'observança primitiva de l'orde i obrint-hi escoles gratuïtes per a nenes sense recursos a cada convent. Entre ells, els d'Aranjuez (1857), San Ildefonso (La Granja, 1859), El Pardo (1859), San Lorenzo de l'Escorial (1861), Manzanares (1864) o Guadalajara (1867).
Aviat va adquirir fama de santedat: se li atribuïen miracles, revelacions, profecies, episodis d'èxtasi, etc. Encara novícia, en 1829 va rebre els estigmes, quedant les seves mans, peus i el costat marcats amb les nafres de les ferides que Crist va rebre a la creu; per aquesta raó era coneguda com a la monja de las llagas. No obstant això, en ser tractada pels metges en 1836, les nafres van desaparèixer i no van tornar a sortir, per la qual cosa va ser acusada d'impostora i desterrada al convent de Talavera de la Reina.

### Manipulació i significació política
La seva història va ser manipulada amb interessos polítics, fent que afavorís o desprestigiés el partit en el poder, per la qual cosa la monja va ésser utilitzada com a símbol d'una o d'altra posició política: els pretesos miracles que havia fet van ser divulgats com a senyals que indicaven la conveniència que fos proclamat rei el pretendent carlí Carles Maria Isidre de Borbó, germà de Ferran VII d'Espanya. Davant d'això, el ministre de Gràcia i Justícia va instar perquè el cas arribés als tribunals.
En tornar el 1844, va ser visitada per la reina Isabel II d'Espanya, que la convertí en la seva consellera, com també el rei Francesc d'Assís de Borbó. Se li atribuí per això una gran influència, tant en les relacions personals entre la parella règia com en la política que van seguir, de signe ultraconservador. Amb el suport reial, va fundar convents als llocs reials entre 1856 i 1867. És possible que aprofités el favor reial per a promoure la seva obra reformadora, i les obres benèfiques i de caritat, o que influís en assumptes religiosos, com el nomenament de bisbes o cardenals (va demanar a la reina que intercedís davant el papa perquè nomenés tres cardenals espanyols quan no n'hi havia cap, per exemple), però no sembla factible que intervingués en decisions polítiques de pes. En tot cas, va pecar d'ingenuitat i indiscreció, però va ser víctima de les lluites polítiques que van prendre-la com a cap de turc.
El partit liberal, però, aprofità l'ocasió per desprestigiar la reina i els polítics conservadors, exagerant el paper de l'Església en el rumb de la política general (val a dir que la influència real de l'Església era molt gran) i culpant la monja de part dels mals del país. El febrer de 1849, la monja va ser atacada al convent, en un intent de matar-la que no va tenir èxit. Narváez la desterrà el 1849 culpant-la de la seva caiguda anterior; Juan Bravo Murillo va fer que fos enviada a Roma el 1852 culpant-la d'ésser responsable de l'atemptat de Merino contra la reina; desterrada a Baeza i Benavente en 1855 acusada d'afavorir el carlisme, etc. Finalment, la revolució de 1868 va expulsar la reina i la monja va ser expulsada del país i tancades les seves fundacions. Exiliada a França, continuà la seva vida religiosa.

### Retorn
Amb la Restauració borbònica d'Alfons XII tornà a Espanya en 1877, posant especial interès a passar-hi inadvertida. S'instal·là al convent concepcionista de Guadalajara i continua amb la reforma de l'orde i fundació de noves cases: Alcázar de San Juan, Puebla de Alcocer, Almonacid de Zurita, Cabeza de Buey, etc. Ja malalta, en 1891 s'ocupà de la reforma del convent del Santísimo Sacramento de Granada. Poc després, el 27 de gener del mateix any, va morir a Guadalajara als vuitanta anys. Havia prohibit que se'n comuniqués la notícia, per la qual cosa tampoc no se sabé aquest fet.

## Obra i veneració
La seva obra escrita inclou el Libro de oro, o, Mes de María (Madrid, 1860, però escrita en 1839) i nombroses cartes, a més de la Novena al Cristo de la Palabra, Novena a Nuestra Señora del Olvido, Triunfo y Misericordia.
La seva causa de beatificació es va iniciar el 19 de juliol de 1907 i continua en curs. Els seus escrits van ser aprovats el 1930 i ha estat proclamada serventa de Déu. En 1995, la Congregació per a la Causa dels Sants va reconèixer el valor jurídic del procés informatiu.